# Foggy Bottom–GWU (Metro de Washington)
Foggy Bottom-GWU es una estación del Metro de Washington en Washington D. C. en la Línea Azul y en la Línea Naranja. Está planeado que la Línea Plateada también pase por la estación, aunque no se prevé que entre en funcionamiento antes de 2011. Es la última parada dentro del Distrito de Columbia en estas líneas antes de sumergirse bajo el río Potomac y entrar en Virginia.
La parada de Foggy Bottom-GWU da servicio al barrio de Foggy Bottom y a la Universidad George Washington. Además es la parada más cercana a Georgetown. La estación se encuentra en la intersección de las calles 23 e I, en el cuadrante noroeste de la ciudad y también al noroeste del campus de la Universidad George Washington. Se encuentra al sur del Washington Circle y bajo el Hospital de la Universidad George Washington. Está en servicio desde el 1 de julio de 1977.

## Atracciones y sitios destacados cercanos
- Hospital Columbia para Mujeres
- Universidad George Washington
  - Hospital de la Universidad George Washington
- Centro John F. Kennedy para las Artes Escénicas
- Monumento a Lincoln
- National Mall
- Departamento de Estado de los Estados Unidos
- Monumento a los Veteranos del Vietnam
- El Watergate